# Макурадзакі
Макурадза́кі (яп. 枕崎市, まくらざきし, МФА: [makuɾad͡zakʲi̥ ɕi]?) — місто в Японії, в префектурі Каґошіма. Розташоване в південній частині префектури, на узбережжі Східно-Китайського моря.   Виникло на основі гірничого містечка раннього нового часу. Отримало статус міста 1949 року. Площа становить 74,88 км². Станом на 1 липня 2012 року населення складало 23 041  осіб, густота населення — 308 осіб/км².  Основою економіки є рибальство, особливо вилов тунця, переробка морепродуктів, овочівництво, вирощування батату, виготовлення тунцевої стружки.   

## Клімат
Місто знаходиться у зоні, котра характеризується вологим субтропічним кліматом. Найтепліший місяць — серпень із середньою температурою 26.7 °C (80 °F). Найхолодніший місяць — січень, із середньою температурою 7.8 °С (46 °F).
| Клімат Макурадзакі      | Клімат Макурадзакі | Клімат Макурадзакі | Клімат Макурадзакі | Клімат Макурадзакі | Клімат Макурадзакі | Клімат Макурадзакі | Клімат Макурадзакі | Клімат Макурадзакі | Клімат Макурадзакі | Клімат Макурадзакі | Клімат Макурадзакі | Клімат Макурадзакі | Клімат Макурадзакі |
| Показник                | Січ.               | Лют.               | Бер.               | Квіт.              | Трав.              | Черв.              | Лип.               | Серп.              | Вер.               | Жовт.              | Лист.              | Груд.              | Рік                |
| Середній максимум, °C   | 12                 | 13                 | 15                 | 20                 | 23                 | 25                 | 29                 | 30                 | 28                 | 24                 | 19                 | 15                 | 21                 |
| Середня температура, °C | 8                  | 8                  | 11                 | 15                 | 19                 | 22                 | 26                 | 27                 | 24                 | 19                 | 15                 | 10                 | 17                 |
| Середній мінімум, °C    | 3                  | 4                  | 7                  | 11                 | 15                 | 19                 | 23                 | 23                 | 20                 | 15                 | 10                 | 5                  | 12                 |
| Норма опадів, мм        | 82                 | 104                | 158                | 227                | 234                | 426                | 308                | 211                | 217                | 116                | 90                 | 77                 | 2249               |
| ----------------------- | ------------------ | ------------------ | ------------------ | ------------------ | ------------------ | ------------------ | ------------------ | ------------------ | ------------------ | ------------------ | ------------------ | ------------------ | ------------------ |
| Джерело: Weatherbase    |                    |                    |                    |                    |                    |                    |                    |                    |                    |                    |                    |                    |                    |

## Історія
У середньовіччі землі Макурадзакі належали самурайському роду Кіїре, васалу роду Шімадзу. У період Едо (1603–1867) на них виникло містечко Каґо, при якому діяла золота копальня, пасовисько і солеварні поля. У 1775 році було відкрито місцевий порт.
Засноване 1 вересня 1949 року шляхом надання статусу міста містечку Макурадзакі.